# 田中琢磨
田中 琢磨（たなか たくま、1985年3月1日 - ）は、日本の元俳優。埼玉県蓮田市出身。日本映画学校20期卒業。現在は、実家の曹洞宗宝蓮山真浄寺で僧侶をしている。

## 出演作品

### テレビドラマ
- 太陽は沈まない
- カバチタレ!　9話
- 3年B組金八先生（TBS）- 前多平八郎 役
  - 第6シリーズ（2001年 - 2002年）
  - 第7シリーズ第1話「史上最低の3B!」、第11話「鶴本直・決断の旅立ち」（2004年 - 2005年）
  - 3年B組金八先生ファイナル〜「最後の贈る言葉」（2011年）
- がんばっていきまっしょい （2005年、フジテレビ）- 窪田啓司 役
- パズル （2007年、テレビ朝日）- 塚越大輔 役
- だいすき!!（2008年、TBS） - 卓郎 役
- リバース（2017年）

| スタブアイコン | サブスタブ | この項目は、まだ閲覧者の調べものの参照としては役立たない、俳優（男優・女優）に関連した書きかけの項目です。この項目を加筆・訂正などしてくださる協力者を求めています（P:映画/PJ芸能人）。 |